# Mathew Caldwell

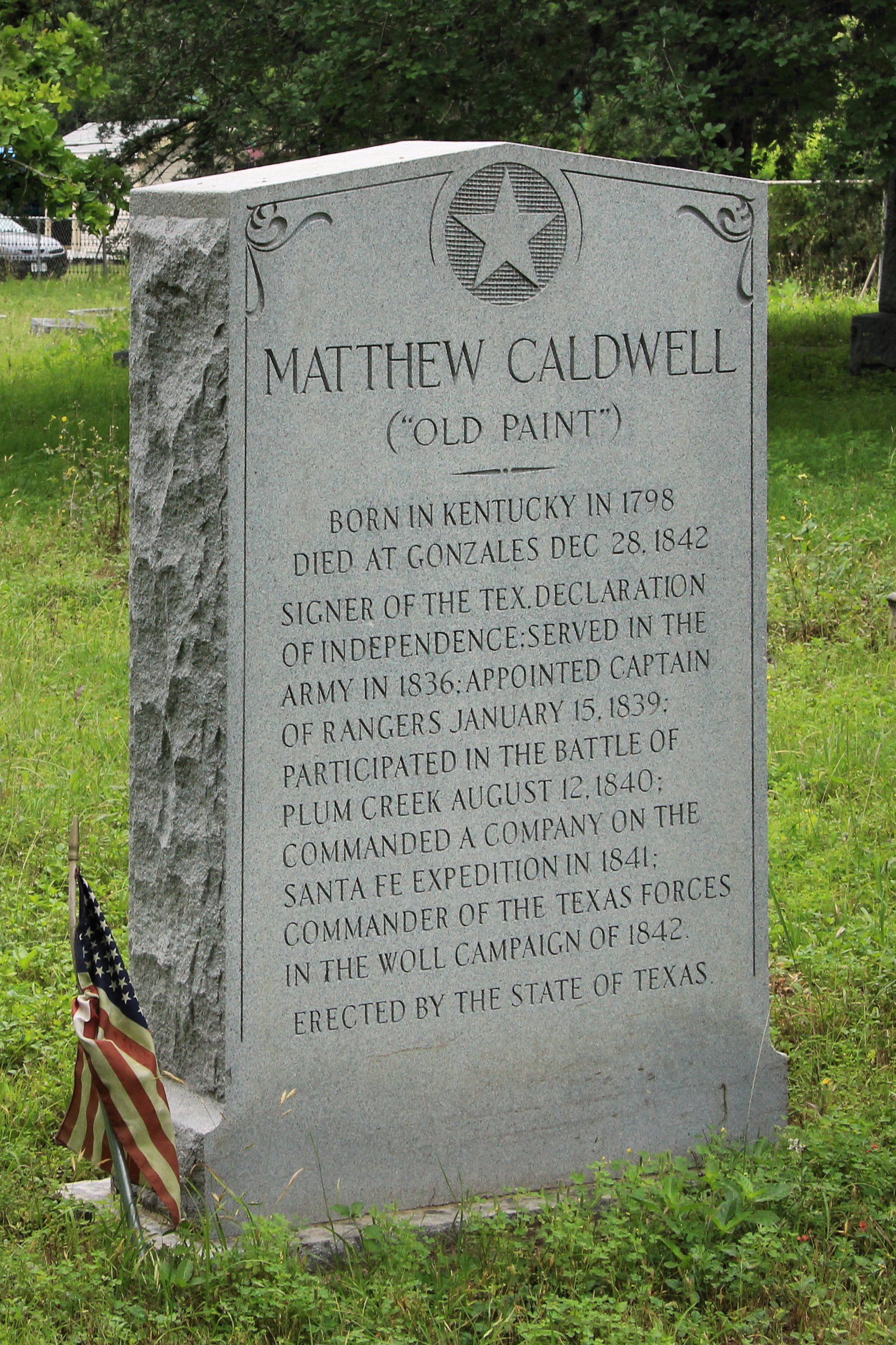
Monumento erguido pelo Estado do Texas no túmulo de Matthew Caldwell no Gonzales Memorial Cemetery, Gonzales, Texas, Estados Unidos.

Mathew Caldwell (Kentucky, 8 de Março de 1798 - Gonzales, 28 de Dezembro de 1842), também escrito Matthew Caldwell, foi um colono do Texas no século XIX, figura militar, e capitão do Gonzales - Seguin Rangers e um dos signatários da Declaração de Independência do Texas. Por causa de seu passeio de recrutamento antes da Batalha de Gonzales, alguns o chamam de Paul Revere do Texas.

## Primeiros anos
Mathew Caldwell apelidado de "Old Paint" nasceu em Kentucky em 8 de Março de 1798. Ele se mudou para o Missouri com sua família em 1818, onde ele trocou, lutou e aprendeu os caminhos do índios. Ele, sua esposa e família, chegaram ao Texas na colónia de Green DeWitt em 20 de Fevereiro de 1831. Em 22 de Junho de 1831, recebeu o título de uma parcela de terra perto do assentamento Zumwalt, sudoeste do actual Hallettsville, Texas. Estabelecendo-se em Gonzales, Caldwell adquiriu o original da residência de James Hinds na Rua Water e logo se tornou uma pessoa de notoriedade.

## Legado
O Condado de Caldwell, Texas, foi nomeado em sua honra.